# Run Out (film, 2013)

Run Out ou Aucun détour au Québec (Vehicle 19) est un film américain écrit et réalisé par Mukunda Michael Dewil, sorti en 2013.

## Synopsis
Récemment libéré sur parole, l'Américain Michael Woods part pour Johannesbourg, en Afrique du Sud afin de rendre visite à son ex-épouse. Il loue une voiture et découvre un téléphone portable, puis une arme à feu et une jeune femme ligotée à l'arrière qui s'avère être une procureure ayant disparu depuis quelques jours. Il ne va pas tarder à comprendre que la femme est une procureure kidnappée, à cause de son enquête sur une corruption policière, et qu'il se retrouve impliqué malgré lui dans cette affaire et que sa vie est en danger.

## Distribution
- Paul Walker (VQ : Martin Watier) : Michael Woods
- Naima McLean (VQ : Catherine Hamann) : Rachel Shabangu
- Gys de Villiers (af) (VQ : Jean-François Blanchard) : Detective Smith
- Leyla Haidarian (VQ : Stéfanie Dolan) : Angelica Moore
- Tshepo Maseko : Lieutenant
- Andrian Mazive : Journalist Benji
- Welile Nzuza : Mohawk
- Mangaliso Ngema : Judge
- Ernest Kubayi : Crackhead
- Elize Van Niekerk : Car Rental Receptionist

 Source et légende : version québécoise (VQ) sur Doublage.qc.ca

## Box-office
Le film a rapporté 2 145 231 $.